# Diyarbakır (province)
La province de Diyarbakır est une des 81 provinces (en turc : il, au singulier, et iller au pluriel) de la Turquie.
Sa préfecture (en turc : valiliği) se trouve dans la ville éponyme de Diyarbakır (en kurde : Amed).

## Géographie
Sa superficie est de 15 162 km2.

## Population
En 2021, la province était peuplée de 1 791 373 habitants, soit une densité de population d'environ 118 hab./km2. Elle est principalement peuplée de Kurdes.
| 2000      | 2001      | 2002      | 2003      | 2004      | 2005      | 2006      | 2007      |
| --------- | --------- | --------- | --------- | --------- | --------- | --------- | --------- |
| 1 317 750 | 1 338 378 | 1 357 550 | 1 376 518 | 1 396 333 | 1 416 775 | 1 437 684 | 1 460 714 |

| 2008      | 2009      | 2010      | 2011      | 2012      | 2013      | 2014      | 2015      |
| --------- | --------- | --------- | --------- | --------- | --------- | --------- | --------- |
| 1 492 828 | 1 515 011 | 1 528 958 | 1 570 943 | 1 592 167 | 1 607 437 | 1 635 048 | 1 654 196 |

| 2016      | 2017      | 2018      | 2019      | 2020      | 2021      | 2022      | 2023      |
| --------- | --------- | --------- | --------- | --------- | --------- | --------- | --------- |
| 1 673 119 | 1 699 901 | 1 732 396 | 1 756 353 | 1 783 431 | 1 791 373 | 1 804 880 | 1 818 133 |

## Administration
La province est administrée par un préfet (en turc : vali).

## Subdivisions
La province est divisée en quatorze districts (en turc : ilçe, au singulier).